# Francisco Planas Tovar
Francisco Javier Planas de Tovar (1883-1964) fue un militar español, gobernador civil de las provincias de Zaragoza y Valencia durante la dictadura franquista. Destacado por la represión sistemática y cruenta que llevó a cabo en la última provincia, fue conocido como «ganas de estorbar», por su celo.

## Biografía
Nació el 7 de agosto de 1883 en Puerto Príncipe (Cuba). Hizo carrera como militar africanista en las campañas de Marruecos, si bien se especializó en tareas de orden público. En 1931 fue retirado de servicio debido las reformas de Manuel Azaña. Tras el golpe de Estado de julio de 1936 se unió a las fuerzas rebeldes. Tras la toma de Toledo por las tropas franquistas a finales de septiembre de 1936, fue nombrado Jefe del Servicio de Información y delegado de Orden Público en la provincia, cargos en los que la dureza de su represión comenzó a hacerle tristemente célebre. Ejerció de gobernador civil de Zaragoza entre 1938 y 1939. Nombrado para el cargo de gobernador civil de la provincia de Valencia, ejerció dicho cargo entre el 31 de marzo de 1939 y el 14 de abril de 1943, destacando por su carácter represivo. También prestó importancia durante su mandato a la concienciación de las masas.
Falleció en el Hospital Militar «Gómez Ulla» en septiembre de 1964.